# Haifisch
Haifisch (něm. Žralok) je singl německé industrial metalové skupiny Rammstein. Byl vydán 28. května 2010.
Ve videoklipu je prezentován fiktivní pohřeb zpěváka Tilla Lindemanna. Zbylých pět členů skupiny si vybírá náhradního zpěváka (rozhodují se mezi Henry Rollinsem a Jamesem Hetfieldem). Skupina poté vzpomíná na léta strávená s Tillem (jsou zde záběry z videoklipů Du hast, Ohne dich, Amerika, Sonne a Keine Lust), nakonec se všichni poperou a následuje zajímavá pointa.

## Tracklist
Limited CD single
1. Haifisch - 3:46
2. Haifisch (Haiswing Remix by Olsen Involtini) - 3:40
3. Haifisch (Remix by Hurts) - 3:45
4. Haifisch (Remix by Schwefelgelb) - 4:24

12" Vinyl
1. Haifisch - 3:46
2. Haifisch (Remix by Schwefelgelb) - 4:24

7" Vinyl
1. Haifisch - 3:46
2. Haifisch (Haiswing Remix by Olsen Involtini) - 3:40

Digital download
1. Haifisch - 3:46
2. Haifisch (Haiswing Remix by Olsen Involtini) - 3:40
3. Haifisch (Remix by Hurts) - 3:45
4. Haifisch (Remix by Schwefelgelb) - 4:24
5. Haifisch (Remix by Paul Kalkbrenner) - 3:28